# Équipe cycliste de l'USM Blida
 (juillet 2013).
Si vous disposez d'ouvrages ou d'articles de référence ou si vous connaissez des sites web de qualité traitant du thème abordé ici, merci de compléter l'article en donnant les références utiles à sa vérifiabilité et en les liant à la section « Notes et références ».
Cet article concerne la section cyclisme du Union sportive de la médina de Blida. Pour les autres sections, voir USM Blida (homonymie).
La section Cyclisme est l'une des sections du club omnisports du Union sportive de la médina de Blida. 

## Grands coureurs du passé
Il y a eu plusieurs grands coureurs dans l'histoire de l'USM Blida et de l'Algérie en général.
- Kaddour Mahieddine, surnommé L’Aigle de Chréa.
- Abderahmane El Bessegui, surnommé Le Lion de l'Atlas.
- Omar Amini.
- Abdelkader Belmokhtar.
- Abdelkader Chaâbane.
- Hichem Lazzouli et Toufik Lazzouli.
- Abdelwahab Damergi né à Blida.